# Род Рийс
Род Рийс (на английски: Rod Rees) е английски бивш счетоводител и писател на произведения в жанра научна фантастика.

## Биография и творчество
Родерик „Род“ Рийс е роден на 26 ноември 1948 г. в Скарбъроу, Йоркшир, Англия.
Живее в Техеран Иран, Нигерия, Сомалия, Бангладеш, Москва Русия, и Катар. Работи като счетоводител по строителството на фармацевтични фабрики в Дака, по спътникова комуникационна мрежа в Москва и по създаването на хотел с джаз тематика във Великобритания.
Първият му роман „Зима“ от поредицата „Деми-монд“ е издаден през 2011 г. Дъщерята на президента на САЩ, Норма, е хваната в капана на виртуалната реалност на Деми-монд, който е управляван от психопатите – нациста Райнхард Хайдрих, инквизитора Торквемада и дясна ръка на Сталин, Лаврентий Берия. Нейната надежда за спасение се оказва 18-годишната джаз-певица Ела Томас, но в реалния свят опасността се оказва по-голяма.
Род Рийс живее със семейството си в Дейвънтри, Англия.

## Произведения

### Самостоятелни романи
- Invent-10n (2013)[1][2]

### Серия „Деми-монд“ (Demi-monde)
1. Winter (2011)[1][2][3][3]
Зима, изд.: „Артлайн“, София (2015), прев. Десислава Сивилова[5]
2. Spring (2011)
Пролет, изд.: „Артлайн“, София (2016), прев. Десислава Сивилова
3. Summer (2012)
Лято, изд.: „Артлайн“, София (2019), прев. Десислава Сивилова
4. Fall (2013)
 Есен, изд.: „Артлайн“, София (2020), прев. Десислава Сивилова

- The Shadow Wars (2013)

### Сборници
- Dark Currents (2012) – с Нина Алън, Алиет де Бодар, Уна Маккормак, София Макдугъл, Адам Невил, Триша Съливан, Ейдриън Чайковски и Лави Тидхар[1]

### Разкази
- Father Christmas 2011 (2011)[1]
- Alternate Currents (2012)
- A Single Shot (2014)